# Les Yeux plus gros que le monde
Albums de Black M
Les Yeux plus gros que l'Olympia
(2015)
Albums studio de Black M
Éternel Insatisfait
(2016)
Singles
1. Ailleurs
Sortie : 4 septembre 2013
2. Spectateur
Sortie : 17 janvier 2014
3. Mme Pavoshko
Sortie : 21 février 2014
4. A force d'être
Sortie : 25 avril 2014
5. Sur ma route
Sortie : 5 mai 2014
6. Qataris
Sortie : 23 juin 2014
7. La légende Black
Sortie : 16 juillet 2014
8. Je ne dirai rien
Sortie : 17 octobre 2014
9. Je garde le sourire
Sortie : 24 octobre 2014
10. Black Shady part.3
Sortie : 7 novembre 2014
11. On s'fait du mal
Sortie : 10 novembre 2014
12. Foutue Mélodie
Sortie : 28 mars 2015

Les Yeux plus gros que le monde, est le premier album solo du rappeur français Black M, sorti le 31 mars 2014. 
Il est composé de 28 chansons dont 7 featuring avec Big Ali, Dry, Jr O Crom, Dr Bériz, The Shin Sekaï, Doomams, Abou Debeing, Stan E, Biwaï, Charly Bell & Kev Adams. 
La réédition, qui s'appellera Le Monde plus gros que les yeux, est sortie le 17 novembre 2014 et compte huit singles, dont Mme Pavoshko, Sur ma route, La légende Black, On s'fait du mal, Je garde le sourire et Foutue mélodie.
Un an après sa sortie, son album est certifié disque de diamant avec plus de 500 000 ventes. Son album est le plus écouté en France en 2014 sur Spotify. Il finira avec 910 000 ventes.

## Genèse
En 2013, Maître Gims sort son album Subliminal qui connaît un succès public. Auparavant les deux membres du groupe Sexion d'Assaut, ont fait la tournée de l'album L'Apogée (2012). Au cours de la tournée, Black M écrit les textes de l'album.
Sa chanson Solitaire fait allusion à ses débuts avec le groupe Sexion d'Assaut. Il y raconte ses débuts. Les paroles montrent clairement qu'il regrette ces moments.
La chanson Je garde le sourire aurait dû s'appeler Le Clown mais Black M a changé le titre du fait que son ami Soprano avait sorti un single intitulé "Clown".

## Promotion
Pour la promotion de l'album, Black M dévoile comme Maître Gims, une web série intitulée Les yeux plus gros que... où il y a des titres qui ne sont pas dans l'album :
- Épisode I : Les yeux plus gros que... Beriz
- Épisode II : Les yeux plus gros que... le rap français
- Épisode III : Les yeux plus gros que... l'an 2014
- Épisode IV : Les yeux plus gros que Youssoupha
- Épisode V : Les yeux plus gros que Marseille ft. Alonzo

## Pochette
La pochette est un hommage à celle de l'album Dangerous (1991) de Michael Jackson. Cependant, bon nombre d'éléments sont changés pour des questions de droits.

## Liste des titres
| Les Yeux plus gros que le monde | Les Yeux plus gros que le monde                   | Les Yeux plus gros que le monde    | Les Yeux plus gros que le monde        | Les Yeux plus gros que le monde | Les Yeux plus gros que le monde | Les Yeux plus gros que le monde | Les Yeux plus gros que le monde | Les Yeux plus gros que le monde | Les Yeux plus gros que le monde |
| No                              | Titre                                             | Auteur                             | Compositeur(s)                         | Durée                           |                                 |                                 |                                 |                                 |                                 |
| ------------------------------- | ------------------------------------------------- | ---------------------------------- | -------------------------------------- | ------------------------------- | ------------------------------- | ------------------------------- | ------------------------------- | ------------------------------- | ------------------------------- |
| 1.                              | Intro                                             | Black M                            | Stan-E                                 | 1:57                            |                                 |                                 |                                 |                                 |                                 |
| 2.                              | Ailleurs                                          | Black M                            | Black M, Renaud Rebillaud              | 4:04                            |                                 |                                 |                                 |                                 |                                 |
| 3.                              | Spectateur                                        | Black M                            | Black M, Renaud Rebillaud              | 3:49                            |                                 |                                 |                                 |                                 |                                 |
| 4.                              | Mme Pavoshko                                      | Black M                            | Black M, Renaud Rebillaud              | 4:15                            |                                 |                                 |                                 |                                 |                                 |
| 5.                              | À la vôtre (feat. Big Ali, Dry & Jr O Crom)       | Black M, JR O Crom, Dry, Big Ali   | Stan-E                                 | 4:40                            |                                 |                                 |                                 |                                 |                                 |
| 6.                              | À force d'être                                    | Black M                            | Black M, Stan-E                        | 4:46                            |                                 |                                 |                                 |                                 |                                 |
| 7.                              | C'est tout moi                                    | Black M                            | Black M, Renaud Rebillaud, Stan-E      | 3:51                            |                                 |                                 |                                 |                                 |                                 |
| 8.                              | Pour oublier                                      | Black M                            | Black M, Renaud Rebillaud, Dany Synthé | 4:01                            |                                 |                                 |                                 |                                 |                                 |
| 9.                              | La légende Black (feat. Dr. Beriz)                | Black M, Dr Beriz                  | Dr Beriz, Renaud Rebillaud             | 3:48                            |                                 |                                 |                                 |                                 |                                 |
| 10.                             | Interlude                                         | Black M                            | Black M, Renaud Rebillaud              | 2:27                            |                                 |                                 |                                 |                                 |                                 |
| 11.                             | Money                                             | Black M                            | Stan-E                                 | 4:15                            |                                 |                                 |                                 |                                 |                                 |
| 12.                             | Jessica                                           | Black M                            | Black M, Stan E                        | 5:17                            |                                 |                                 |                                 |                                 |                                 |
| 13.                             | Je ne dirai rien (feat. The Shin Sekaï & Doomams) | Black M, Abou Tall, Dadju, Doomams | Black M, Stan-E                        | 4:17                            |                                 |                                 |                                 |                                 |                                 |
| 14.                             | Qataris                                           | Black M                            | Black M, Stan-E                        | 4:13                            |                                 |                                 |                                 |                                 |                                 |
| 15.                             | Casse pas ton dos                                 | Black M                            | Dany Synthé, Stan-E                    | 3:45                            |                                 |                                 |                                 |                                 |                                 |
| 16.                             | Le regard des gens                                | Black M                            | Black M, Renaud Rebillaud              | 4:43                            |                                 |                                 |                                 |                                 |                                 |
| 17.                             | Solitaire                                         | Black M                            | Skalpovich                             | 4:03                            |                                 |                                 |                                 |                                 |                                 |
| 18.                             | Blacklines                                        | Black M                            | Black M, Stan-E                        | 3:42                            |                                 |                                 |                                 |                                 |                                 |
| 19.                             | Sur ma route                                      | Black M                            | Skalpovich                             | 4:12                            |                                 |                                 |                                 |                                 |                                 |
| 1h16                            |                                                   |                                    |                                        |                                 |                                 |                                 |                                 |                                 |                                 |

| Le Monde plus gros que mes yeux | Le Monde plus gros que mes yeux                        | Le Monde plus gros que mes yeux | Le Monde plus gros que mes yeux   | Le Monde plus gros que mes yeux | Le Monde plus gros que mes yeux | Le Monde plus gros que mes yeux | Le Monde plus gros que mes yeux | Le Monde plus gros que mes yeux | Le Monde plus gros que mes yeux |
| No                              | Titre                                                  | Auteur                          | Compositeur(s)                    | Durée                           |                                 |                                 |                                 |                                 |                                 |
| ------------------------------- | ------------------------------------------------------ | ------------------------------- | --------------------------------- | ------------------------------- | ------------------------------- | ------------------------------- | ------------------------------- | ------------------------------- | ------------------------------- |
| 1.                              | Je garde le sourire                                    | Black M                         | Renaud Rebillaud                  | 3:54                            |                                 |                                 |                                 |                                 |                                 |
| 2.                              | Foutue mélodie                                         | Black M                         | Renaud Rebillaud                  | 3:44                            |                                 |                                 |                                 |                                 |                                 |
| 3.                              | Ma musique                                             | Black M                         | Black M, Renaud Rebillaud, Stan-E | 4:20                            |                                 |                                 |                                 |                                 |                                 |
| 4.                              | Tout le monde me connaît (feat. Abou Debeing & Stan-E) | Black M, Abou Debeing, Stan E   | Black M, Stan-E                   | 3:41                            |                                 |                                 |                                 |                                 |                                 |
| 5.                              | Jemaa El-Fna (feat. Biwaï)                             | Black M, Biwaï                  | Black M, Stan-E                   | 3:49                            |                                 |                                 |                                 |                                 |                                 |
| 6.                              | Jette ton phone (feat. Charly Bell)                    | Black M, Charly Bell            | Stan-E                            | 3:48                            |                                 |                                 |                                 |                                 |                                 |
| 7.                              | Black Shady, Pt. 3                                     | Black M                         | Stan-E                            | 4:15                            |                                 |                                 |                                 |                                 |                                 |
| 8.                              | On s'fait du mal                                       | Black M                         | Renaud Rebillaud                  | 3:35                            |                                 |                                 |                                 |                                 |                                 |
| 0h32                            |                                                        |                                 |                                   |                                 |                                 |                                 |                                 |                                 |                                 |

| Nouvelle version inclus Le prince Aladin (feat. Kev Adams) | Nouvelle version inclus Le prince Aladin (feat. Kev Adams) | Nouvelle version inclus Le prince Aladin (feat. Kev Adams) | Nouvelle version inclus Le prince Aladin (feat. Kev Adams) | Nouvelle version inclus Le prince Aladin (feat. Kev Adams) | Nouvelle version inclus Le prince Aladin (feat. Kev Adams) | Nouvelle version inclus Le prince Aladin (feat. Kev Adams) | Nouvelle version inclus Le prince Aladin (feat. Kev Adams) | Nouvelle version inclus Le prince Aladin (feat. Kev Adams) | Nouvelle version inclus Le prince Aladin (feat. Kev Adams) |
| No                                                         | Titre                                                      | Auteur                                                     | Compositeur(s)                                             | Durée                                                      |                                                            |                                                            |                                                            |                                                            |                                                            |
| ---------------------------------------------------------- | ---------------------------------------------------------- | ---------------------------------------------------------- | ---------------------------------------------------------- | ---------------------------------------------------------- | ---------------------------------------------------------- | ---------------------------------------------------------- | ---------------------------------------------------------- | ---------------------------------------------------------- | ---------------------------------------------------------- |
| 1.                                                         | Le prince Aladin (feat. Kev Adams)                         | Black M, Kev Adams                                         | Stan-E                                                     | 3:35                                                       |                                                            |                                                            |                                                            |                                                            |                                                            |
| 3:35                                                       |                                                            |                                                            |                                                            |                                                            |                                                            |                                                            |                                                            |                                                            |                                                            |

## Clips vidéos
- Ailleurs : 4 septembre 2013
- Spectateur : 24 février 2014
- Mme Pavoshko : 24 mars 2014
- À force d'être : 25 avril 2014
- Sur ma route : 30 mai 2014
- Qataris : 23 juin 2014
- La légende Black (avec Dr. Beriz) : 8 septembre 2014
- Je ne dirai rien (avec The Shin Sekaï & Doomams) : 17 octobre 2014
- Je garde le sourire : 5 décembre 2014
- On s'fait du mal : 11 février 2015
- C'est tout moi : 1er mai 2015
- Black Shady, Pt. 3 : 4 juin 2015

## Classements
| Classement (2014)            | Meilleure position |
| ---------------------------- | ------------------ |
| Belgique (Flandre Ultratop)  | 125                |
| Belgique (Wallonie Ultratop) | 13                 |
| France (SNEP)                | 2                  |
| Suisse (Schweizer Hitparade) | 29                 |
| Suisse (Charts Romandie)     | 9                  |

| Classements (2014)           | Position |
| ---------------------------- | -------- |
| Belgique (Wallonie Ultratop) | 33       |
| France (SNEP)                | 6        |

| Classements (2015)           | Position |
| ---------------------------- | -------- |
| Belgique (Wallonie Ultratop) | 15       |
| France (SNEP)                | 13       |

## Ventes et certifications
| Région | Certification | Ventes/Streams |
| --- | ------------- | -------------- |
| France (SNEP) | Diamant       | 500 000‡       |
| *Ventes selon la certification ^Mise en rayon selon la certification xNon précisé par la certification ‡ventes/streaming selon la certification |               |                |